# Descendentes de Luís XIV de França
Os descendentes de Luís XIV (1638-1715), monarca Bourbon do Reino da França, são numerosos. Embora apenas um de seus filhos de sua esposa Maria Teresa da Espanha tenha sobrevivido à infância, Luís teve muitos filhos ilegítimos de suas favoritas. Este artigo trata dos filhos de Luís XIV e, por sua vez, de seus principais descendentes.

## Casamento
Nascida Infanta Maria Teresa da Espanha (também chamada Maria Teresa de Áustria por ser membro da Casa de Áustria), era filha de Filipe IV de Espanha e Isabel de Bourbon. Maria Teresa combinava, portanto, a ascendência paterna por Filipe III de Espanha e Margarida da Áustria e a ascendência materna por Henrique IV de França e Maria de Médici.
Por sua vez, Filipe III era filho de Filipe II de Espanha e de Ana de Áustria que era, ela própria, filha de Maximiliano II do Sacro Império Romano-Germânico e de Maria da Áustria. Filipe II e Maria da Áustria eram irmãos, sendo ambos filhos de Carlos V do Sacro Império Romano-Germânico e Isabel de Portugal. Maria Teresa, portanto, como muitos outros membros da Casa de Habsburgo, descendia de gerações de casamentos reais entre primos.
Em 1659, quando a guerra com a França chegava a um fim, uma união entre as duas casas reais foi proposta como meio de garantir a paz entre os dois reinos. Maria Teresa e Luís XIV eram primos em segundo grau e foi proposto que se casassem. Seu pai era Luís XIII da França (irmão de Isabel de França) enquanto Filipe IV era irmão de Ana da Áustria.

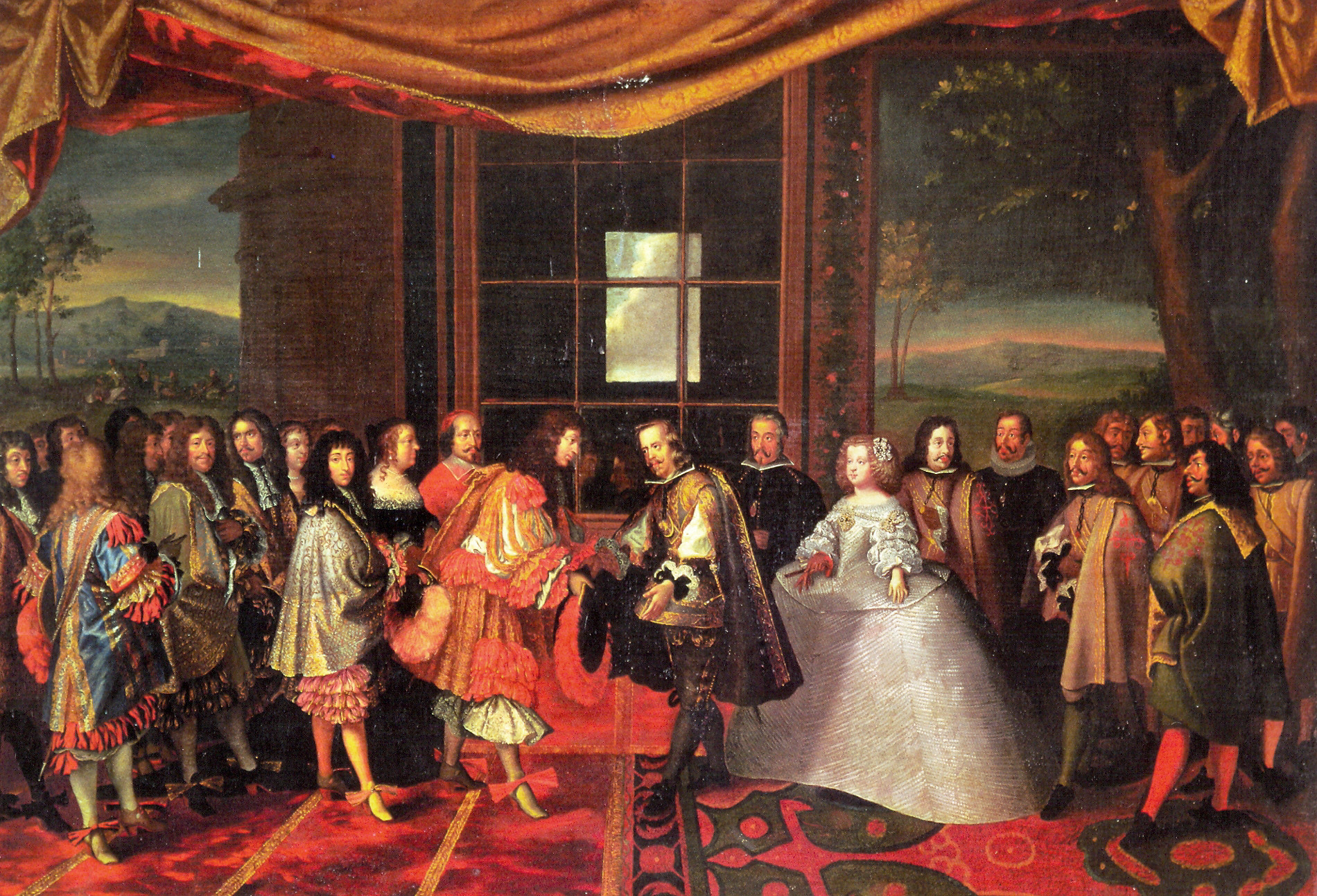
Chegada de Maria Teresa à corte francesa de Luís XIV, na Ilha dos Faisões, em 1659.

Tal proposta interessava Ana da Áustria, mãe de Luís XIV e tia de Maria Teresa, que desejava o fim das hostilidades entre seu país natal e seu país adotivo por meio de um casamento real. No entanto, a hesitação espanhola levou a um esquema no qual o Cardeal Mazarin, primeiro-ministro da França, simulou buscar um casamento para seu mestre com Margarida de Saboia. Filipe IV, então, enviou representação à corte francesa para abrir negociações de paz e planejar um casamento real. Em 7 de junho de 1660, Maria Teresa deixou a corte espanhola e, em 9 de junho, foi celebrado o casamento religioso na histórica igreja de Saint-Jean-de-Luz.
Além de Luís, Grande Delfim, Luís XIV e Maria Teresa tiveram outros três filhos, nenhum dos quais viveu mais de meio ano. Seus nomes eram Ana Isabel (18 de novembro de 1662 - 30 de dezembro de 1662), Maria Ana (16 de novembro de 1664 - 26 de dezembro de 1664) e Luís Francisco (14 de junho de 1672 - 4 de novembro de 1672).
| Casamento de Luís XIV e Maria Teresa | |                                                         | |
| Luís XIV Rei de França Rei de Navarra | Nascimento: 5 de setembro de 1638 Morte: 1 de setembro de 1715 (76 anos) Progenitores: Luís XIII de França e Ana da Áustria Avós paternos: Henrique IV de França e Maria de Médici Avós maternos:Filipe III de Espanha e Margarida da Áustria Linhagem: Bourbon | Maria Teresa Infanta de Espanha Arquiduquesa da Áustria | Nascimento: 10 de setembro de 1638 Morte: 30 de julho de 1683 (45 anos) Progenitores: Filipe IV da Espanha e Isabel de Bourbon Avós paternos: Filipe III de Espanha e Margarida da Áustria Avós maternos:Henrique IV de França e Maria de Médici Linhagem: Habsburgo |
| Casaram-se a 9 de junho de 1660 na Igreja de São João Batista de Saint-Jean-de-Luz, nos Baixos Pirenéus. Da união resultaram 3 filhos varões e 2 filhas (incluindo Luís, Grande Delfim de França, o único dos filhos a alcançar a idade adulta). O Grande Delfim gerou 3 netos ao casal real (incluindo Luís, Duque da Borgonha e Filipe, Duque de Anjou). O Duque da Borgonha continuou a linhagem real francesa até Carlos X de França. O Duque de Anjou ascendeu ao trono espanhol como Filipe V de Espanha em 1701 e é ancestral comum dos Reis de Espanha, dos Reis de Portugal, dos Imperadores do Brasil, dos Duques de Parma e Placência e dos Grão-duque de Luxemburgo. | |                                                         | |

## Descendentes de Luís XIV

### Primeiro casamento
| Descendente                             | Descendente                                                                         | Nascimento                                                                                       | Casamento e descendência                                    | Morte                                            |
| --------------------------------------- | ----------------------------------------------------------------------------------- | ------------------------------------------------------------------------------------------------ | ----------------------------------------------------------- | ------------------------------------------------ |
| Luís de Bourbon Grande Delfim de França |                                                                                     | 1 de novembro de 1661 Palácio de Fontainebleaufilho de Luís XIV e Maria Teresa da Espanha        | Maria Ana Vitória da Baviera 28 de janeiro de 1680 3 filhos | 14 de abril de 1711 (49 anos, 5 meses e 13 dias) |
| Ana Isabel Madame Real                  |                                                                                     | 18 de novembro de 1662 Palácio do Louvrefilha de Luís XIV e Maria Teresa da Espanha              | — Não se casou.                                             | 30 de dezembro de 1662 (12 dias)                 |
| Maria Ana Madame Real                   | 16 de novembro de 1664 Palácio do Louvrefilha de Luís XIV e Maria Teresa da Espanha | — Não se casou.                                                                                  | 26 de dezembro de 1664 (1 mês e 10 dias)                    |                                                  |
| Maria Teresa Madame Real                |                                                                                     | 2 de janeiro de 1667 Castelo de Saint-Germain-en-Layefilha de Luís XIV e Maria Teresa da Espanha | — Não se casou.                                             | 1 de março de 1672 (5 anos, 1 mês e 28 dias)     |
| Filipe Carlos Duque de Anjou            |                                                                                     | 5 de agosto de 1668 Castelo de Saint-Germain-en-Layefilho de Luís XIV e Maria Teresa da Espanha  | — Não se casou.                                             | 10 de julho de 1671 (2 anos, 11 meses e 5 dias)  |

### Outras relações
| Descendente                            | Descendente | Nascimento                                                                                           | Casamento e descendência                                           | Morte                                               |
| -------------------------------------- | ----------- | --- | ------------------------------------------------------------------ | --------------------------------------------------- |
| Maria Ana Princesa de Conti            |             | 2 de outubro de 1666 Castelo de Vincennesfilha de Luís XIV e Luísa de La Vallière                    | Luís Armando I, Príncipe de Conti 16 de janeiro de 1680 sem filhos | 3 de maio de 1739 (72 anos, 7 meses e 1 dia)        |
| Luís de Bourbon Conde de Vermandois    |             | 2 de outubro de 1667 Castelo de Saint-Germain-en-Layefilho de Luís XIV e Louise de La Vallière       | — Não se casou.                                                    | 18 de novembro de 1683 (16 anos, 1 mês e 16 dias)   |
| Luís Augusto Duque de Maine            |             | 31 de março de 1670 Castelo de Saint-Germain-en-Layefilho de Luís XIV e Francisca de Rochechouart    | Luísa Benedita de Bourbon 1692 3 filhos                            | 14 de maio de 1736 (66 anos, 1 mês e 13 dias)       |
| Luís César Conde de Vexin              |             | 20 de junho de 1672 Castelo de Génitoyfilho de Luís XIV e Francisca de Rochechouart                  | — Não se casou.                                                    | 10 de janeiro de 1683 (10 anos, 6 meses e 21 dias)  |
| Luísa Francisca Mademoiselle de Nantes |             | 1 de junho de 1673 Tournaifilha de Luís XIV e Francisca de Rochechouart                              | Luís III de Bourbon-Condé 25 de maio de 1685 9 filhos              | 16 de junho de 1743 (70 anos e 15 dias)             |
| Luísa Maria Mademoiselle de Tours      |             | 18 de novembro de 1674 Castelo de Saint-Germain-en-Layefilha de Luís XIV e Francisca de Rochechouart | –                                                                  | 15 de setembro de 1681 (6 anos, 9 meses e 28 dias)  |
| Francisca Maria Duquesa de Orleães     |             | 4 de maio de 1677 Castelo de Maintenonfilha de Luís XIV e Francisca de Rochechouart                  | Filipe II, Duque de Orleães 1692 7 filhos                          | 1 de fevereiro de 1749 (71 anos, 8 meses e 28 dias) |
| Luís Alexandre Conde de Toulouse       |             | 6 de junho de 1678 Castelo de Clagnyfilho de Luís XIV e Francisca de Rochechouart                    | Maria Vitória de Noailles 2 de fevereiro de 1723 1 filho           | 1 de dezembro de 1737 (59 anos, 5 meses e 25 dias)  |

### Descendentes por Luís, o Grande Delfim

#### Linhagem francesa
- Luís XIV de França (1638-1715) e Maria Teresa da Espanha (1638-1683)
  -  Luís, Grande Delfim de França (1661-1711)
    -  Luís, Duque da Borgonha (1682-1712)
      -  Luís, Duque da Bretanha (1707-1712)
      -   Luís XV de França (1710-1774)
        -  Luísa Isabel, Duquesa de Parma e Placência (1727-1759)
        -  Henriqueta Ana, Princesa de França (1727–1752)
        -  Maria Luísa, Princesa de França (1728–1733)
        -  Luís, Delfim de França (1729-1765)
          -  Maria Teresa, Princesa de França (1746-1748)
          -  Maria Zeferina, Princesa de França (1750-1755)
          -  Luís, Duque da Borgonha (1751–1761)
          -  Xavier, Duque da Aquitânia (1753–1754)
          -   Luís XVI de França (1754-1793)
            -  Maria Teresa, Duquesa de Angolema (1778-1851)
            -  Luís José, Delfim da França (1781-1789)
            -   Luís XVII de França (1785-1795)
            -  Sofia Helena Beatriz de França (1786-1787)

          -   Luís XVIII de França (1755-1824)
          -   Carlos X de França (1757-1836)
            -  Luís Antônio, Duque de Angolema (1775-1844)
            -  Sofia, Princesa de França (1776-1783)
            -  Carlos Fernando, Duque de Berry (1778-1820)
              -  Luísa, Duquesa de Parma e Placência (1819-1864)
                -  Margarida, Duquesa de Madrid (1847-1893)
                  -  Branca, Arquiduquesa da Áustria (1868-1949)
                  -  Jaime, Duque de Madrid (1870-1931)
                  -  Elvira, Infanta de Espanha (1871-1929)
                  -  Beatriz, Infanta de Espanha (1874-1961)
                  -  Alice, Infanta de Espanha (1876-1975)

                -  Roberto I de Parma e Placência (1848-1907)
                  - Maria Luísa de Bourbon-Parma (1870-1889)
                    -  Bóris III da Bulgária (1894-1943)
                      -  Simeão II da Bulgária (n. 1937)

                  - Xavier, Duque de Parma (1889-1977)
                    - Carlos Hugo de Bourbon-Parma (1930-2010)
                      - Carlos Xavier de Bourbon-Parma (n. 1970)
                      - Jaime, Conde de Bardi (n. 1972)

                    - Sixto Henrique de Bourbon-Parma (n. 1940)

                  - Zita de Bourbon-Parma (1892-1989)
                    - Oto, Príncipe Herdeiro da Áustria (1912-2011)
                      - Carlos de Habsburgo-Lorena (n. 1961)
                        - Ferdinando de Habsburgo-Lorena (n. 1997)

                  - Félix de Bourbon-Parma (1893–1970)
                    -  João, Grão-Duque de Luxemburgo (1921–2019)
                      -  Henrique, Grão-Duque de Luxemburgo (n. 1955)
                        - Guilherme, Grão-Duque Herdeiro de Luxemburgo (n. 1981)
                          - Carlos de Luxemburgo (n. 2020)

                -  Alice, Grã-Duquesa da Toscana (1849-1935)
                  - Luísa da Toscana (1870-1947)
                    - Jorge, Príncipe Herdeiro da Saxônia (1893-1943)
                    - Frederico Cristiano, Marquês de Meissen (1893-1968)
                    - Ana da Saxônia (1903–1976)

                -  Henrique, Conde de Bardi (1851-1905)

              -  Henrique, Conde de Chambord (1820-1883)

          -   Venerável Clotilde, Rainha Consorte da Sardenha (1759–1802)
          -  Serva de Deus Isabel, Princesa de França (1764–1794)

        -  Filipe, Duque de Anjou (1730-1733)
        -  Maria Adelaide, Duquesa de Louvois (1732-1800)
        -  Vitória, Princesa de França (1733-1799)
        -  Sofia Filipina, Princesa de França (1734-1782)
        -  Teresa, Princesa de França (1736-1744)
        -  Luísa Maria, Princesa de França (1737-1787)

  -  Maria Teresa, Princesa de França (1667-1672)
  -  Filipe Carlos, Duque de Anjou (1668-1671)

#### Linhagem espanhola

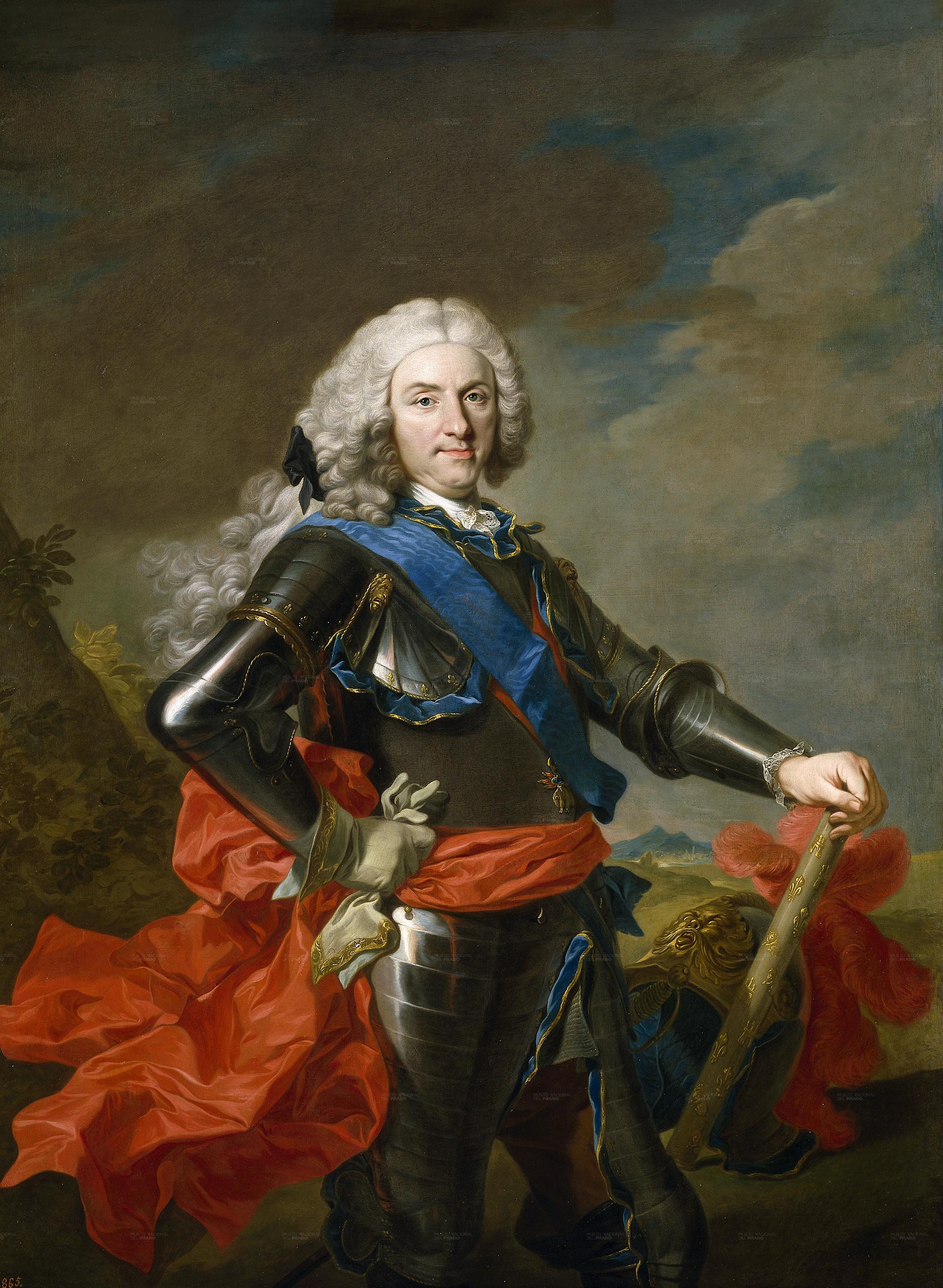
Filipe V, neto de Luís XIV, e fundador da linhagem bourbônica da monarquia espanhola.

Henrique, Conde de Chambord morreu sem descendência em 24 de agosto de 1883. Ele era o último descendente na linhagem masculina legítima de Luís, Duque da Borgonha e neto mais velho de Luís XIV. O irmão mais novo de Luís da Borgonha, Carlos, Duque de Berry, morreu sem nenhum herdeiro sobrevivente. Restaram apenas os descendentes de Filipe V de Espanha, que era o segundo neto de Luís XIV. Alguns monarquistas franceses reconheceram o neto Luís Filipe, Conde de Paris como o herdeiro legítimo; outros são leais aos membros da família real espanhola que descendem de Filipe V de Espanha.
No desfecho da Guerra da Sucessão Espanhola, Filipe herdou o trono de Espanha, mas teve de abdicar de suas reivindicações ao trono francês como parte do Tratado de Utreque, em um movimento das potências da Grande Aliança para impedir uma eventual fusão das duas coroas. Isso faz com que a pretensão passe de Chambord para o herdeiro do irmão de Luís XIV, o duque de Orléans. Os legitimistas consideram isso inválido, porque sob a lei fundamental da monarquia francesa nem um rei nem seus herdeiros podem renunciar à reivindicação de um trono.
Além disso, Filipe rapidamente reviveu a ambição espanhola; aproveitando o vácuo de poder causado pela morte de Luís XIV em 1715, Filipe anunciou que reivindicaria a coroa francesa se seu sobrinho Luís XV morresse e tentou recuperar o território espanhol na Itália, precipitando a Guerra da Quádrupla Aliança em 1717.
- Luís XIV de França (1638-1715) e Maria Teresa da Espanha (1638-1683)
  -  Luís, Grande Delfim de França (1661-1711)
    -   Filipe V de Espanha (1683-1746)
      -   Luís I de Espanha (1707-1724)
      -   Fernando VI de Espanha (1713-1759)
      -   Carlos III de Espanha (1716-1788)
        -   Carlos IV de Espanha (1748-1819)
          -  Carlota Joaquina de Espanha (1775-1830)
            -  Maria Teresa, Princesa da Beira (1793-1874)
            -  Francisco António, Príncipe da Beira (1793-1874)
            -  Maria Isabel, Rainha Consorte da Espanha (1797-1818)
            -   Pedro I do Brasil (1798-1834)
              -   Maria II de Portugal (1819-1853)
                -   Pedro V de Portugal (1837-1861)
                -   Luís I de Portugal (1838-1889)
                  -   Carlos I de Portugal (1863-1908)
                    -  Luís Filipe, Príncipe Real de Portugal (1887-1908)
                    -   Manuel II de Portugal (1889-1932)

                  -  Afonso de Bragança, Duque do Porto (1865-1920)

              -   Pedro II do Brasil (1825-1891)

            -  Maria Francisca, Condessa de Molina (1800-1834)
            -  Isabel Maria, Infanta de Portugal (1801-1876)
            -   Miguel I de Portugal (1802-1866)
            -  Maria da Assunção, Infanta de Portugal (1805-1834)
            -  Ana de Jesus, Infanta de Portugal (1806-1857)

          -  Maria Amália, Infanta de Espanha (1779–1798)
          -  Maria Luísa, Duquesa de Luca (1782-1824)
            -   Carlos II, Duque de Parma (1799-1883)
              -   Carlos III, Duque de Parma (1823-1854)
                - Roberto I, Duque de Parma (1848–1907)
                  - Maria Luísa de Bourbon-Parma (1870-1889)
                    -  Bóris III da Bulgária (1894-1943)
                      -  Simeão II da Bulgária (n. 1937)

                  - Xavier, Duque de Parma (1889-1977)
                    - Carlos Hugo de Bourbon-Parma (1930-2010)
                      - Carlos Xavier de Bourbon-Parma (n. 1970)
                      - Jaime, Conde de Bardi (n. 1972)

                    - Sixto Henrique de Bourbon-Parma (n. 1940)

                  - Zita de Bourbon-Parma (1892-1989)
                    - Oto, Príncipe Herdeiro da Áustria (1912-2011)
                      - Carlos de Habsburgo-Lorena (n. 1961)
                        - Ferdinando de Habsburgo-Lorena (n. 1997)

                  - Félix de Bourbon-Parma (1893–1970)
                    -  João, Grão-Duque de Luxemburgo (1921–2019)
                      -  Henrique, Grão-Duque de Luxemburgo (n. 1955)
                        - Guilherme, Grão-Duque Herdeiro de Luxemburgo (n. 1981)
                          - Carlos de Luxemburgo (n. 2020)

                - Alice de Bourbon-Parma (1849–1935)
                  - Luísa da Toscana (1870-1947)
                    - Jorge, Príncipe Herdeiro da Saxônia (1893-1943)
                    - Frederico Cristiano, Marquês de Meissen (1893-1968)
                    - Ana da Saxônia (1903–1976)

            -  Maria Luísa, Princesa-Herdeira da Saxónia (1802-1857)

          -   Fernando VII de Espanha (1784-1833)
            -   Isabel II de Espanha (1846-1904)
              -   Afonso XII de Espanha (1857-1885)
                -  Mercedes, Princesa das Astúrias (1880–1904)
                  -  Afonso, Duque da Calábria (1901–1964)
                    -  Carlos, Duque de Calábria (1938-2015)

                  -  Isabel Alfonsa, Infanta da Espanha (1904–1985)

                -  Maria Teresa, Infanta da Espanha (1882–1912)
                -   Afonso XIII de Espanha (1886-1941)
                  -  Afonso, Príncipe das Astúrias (1907-1938)
                  -  João, Conde de Barcelona (1913-1993)
                    -  Pilar, Duquesa de Badajoz (1936-2020)
                    -   Juan Carlos de Espanha (1938-)
                      -  Elena, Duquesa de Lugo (1963-)
                        -  Felipe de Marichalar, Grande de Espanha (1998-)
                        -  Victoria de Marichalar, Grande de Espanha (2000-)

                      -  Cristina, Infanta da Espanha (1965-)
                        -  Juan Valentín, Grande de Espanha (1999-)
                        -  Pablo, Grande de Espanha (2000-)
                        -  Miguel, Grande de Espanha (2002-)
                        -  Irene, Grande de Espanha (2005-)

                      -   Filipe VI de Espanha (1968-)
                        -  Leonor, Princesa das Astúrias (2005-)
                        -  Sofia, Infanta da Espanha (2007-)

                    -  Margarida, Duquesa de Sória (1939-)
                      -  Alfonso, Grande de Espanha (1973-)
                      -  María Zurita, Grande de Espanha (1975-)

                    -  Afonso, Infante de Espanha (1941-1956)

          -  Carlos, Conde de Molina (1788-1855)
            -  Carlos, Conde de Montemolín (1818-1861)
            -  João, Conde de Montizón (1822-1887)
              -  Carlos, Duque de Madrid (1848-1909)
              -  Afonso Carlos, Duque de São Jaime (1849-1936)

            - Fernando de Bourbon e Bragança (1824-1861)

          -  Maria Isabel, Rainha das Duas Sicílias (1789-1848)
          -  Francisco de Paula, Infante de Espanha (1794–1865)

      - Mariana Vitória de Espanha (1718-1781)
        -  Maria I de Portugal (1734-1816)
          - José, Príncipe do Brasil (1761-1788)
          -  João VI de Portugal (1767-1826)
          - Mariana Vitória de Bragança (1768-1788)
            - Pedro Carlos de Bourbon (1786-1812)
              - Sebastião de Bourbon e Bragança (1811-1875)
                - Francisco Maria de Bourbon (1861-1923)
                - Pedro de Alcântara de Bourbon (1862-1892)
                - Luís de Jesus de Bourbon (1864-1889)

        - Maria Ana Francisca de Bragança (1736-1813)
        - Maria Doroteia de Bragança (1739-1771)
        - Maria Benedita de Bragança (1746-1829)

      - Filipe, Duque de Parma (1720-1765)
        - Isabel de Parma (1741-1763)
          - Maria Teresa da Áustria (1762–1770)

        - Fernando, Duque de Parma (1751-1802)
          - Carolina de Parma (1770-1804)
            - Amália da Saxónia (1794-1870)
            - Maria Fernanda da Saxónia (1796-1865)
            -  Frederico Augusto II da Saxónia (1797-1854)
            - Clemente da Saxónia (1798-1822)
            - Maria Ana da Saxónia (1799-1832)
              - Augusta de Áustria-Toscana (1825-1864)
                -  Luís III da Baviera
                - Leopoldo da Baviera (1846–1930)
                - Teresa da Baviera (1850-1925)
                - Arnulfo da Baviera (1852-1907)

            -  João I da Saxónia (1801-1873)
              - Alberto da Saxônia (1828-1902)
              - Maria Isabel da Saxônia (1830-1912)
              -  Jorge da Saxônia (1832-1904)
              - Ana Maria da Saxônia (1836-1859)
              - Margarida da Saxônia (1840-1858)
              - Sofia da Saxônia (1845-1867)
                - Amália da Baviera (1865-1912)

            - Maria Josefa da Saxónia (1803-1829)

          -  Luís I da Etrúria (1773-1803)
            - Carlos II, Duque de Parma (1799–1883)
              - Carlos III, Duque de Parma (1823–1854)
                - Roberto I, Duque de Parma (1848–1907)
                  - Maria Luísa de Bourbon-Parma (1870-1889)
                    -  Bóris III da Bulgária (1894-1943)
                      -  Simeão II da Bulgária (n. 1937)

                  - Xavier, Duque de Parma (1889-1977)
                    - Carlos Hugo de Bourbon-Parma (1930-2010)
                      - Carlos Xavier de Bourbon-Parma (n. 1970)
                      - Jaime, Conde de Bardi (n. 1972)

                    - Sixto Henrique de Bourbon-Parma (n. 1940)

                  - Zita de Bourbon-Parma (1892-1989)
                    - Oto, Príncipe Herdeiro da Áustria (1912-2011)
                      - Carlos de Habsburgo-Lorena (n. 1961)
                        - Ferdinando de Habsburgo-Lorena (n. 1997)

                  - Félix de Bourbon-Parma (1893–1970)
                    -  João, Grão-Duque de Luxemburgo (1921–2019)
                      -  Henrique, Grão-Duque de Luxemburgo (n. 1955)
                        - Guilherme, Grão-Duque Herdeiro de Luxemburgo (n. 1981)
                          - Carlos de Luxemburgo (n. 2020)

                - Alice de Bourbon-Parma (1849–1935)
                  - Luísa da Toscana (1870-1947)
                    - Jorge, Príncipe Herdeiro da Saxônia (1893-1943)
                    - Frederico Cristiano, Marquês de Meissen (1893-1968)
                    - Ana da Saxônia (1903–1976)

          - Maria Antônia de Parma (1774-1841)

        - Maria Luísa de Parma (1751-1819)

      - Maria Teresa Rafaela de Espanha (1726-1746)
        - Maria Antónia da Áustria

      -  Luís, Conde de Chinchón (1727-1785)
        -  Luís Maria de Bourbon (1777-1823)
        - Maria Teresa de Bourbon, 15.ª Condessa de Chinchón (1779-1828)
        - Maria Luísa de Bourbon y Vallabriga (1783-1846)

      - Maria Antônia da Espanha (1729-1785)
        - Carlos Emanuel IV da Sardenha (1751-1819)
        - Maria Teresa de Saboia (1756-1805)
          - Carlos Fernando, Duque de Berry (1778-1820)
            - Luísa de Bourbon (1819-1864)
              - Roberto I, Duque de Parma (1848–1907)
                - Maria Luísa de Bourbon-Parma (1870-1889)
                  -  Bóris III da Bulgária (1894-1943)
                    -  Simeão II da Bulgária (n. 1937)

                - Xavier, Duque de Parma (1889-1977)
                  - Carlos Hugo de Bourbon-Parma (1930-2010)
                    - Carlos Xavier de Bourbon-Parma (n. 1970)
                    - Jaime, Conde de Bardi (n. 1972)

                  - Sixto Henrique de Bourbon-Parma (n. 1940)

                - Zita de Bourbon-Parma (1892-1989)
                  - Oto, Príncipe Herdeiro da Áustria (1912-2011)
                    - Carlos de Habsburgo-Lorena (n. 1961)
                      - Ferdinando de Habsburgo-Lorena (n. 1997)

                - Félix de Bourbon-Parma (1893–1970)
                  -  João, Grão-Duque de Luxemburgo (1921–2019)
                    -  Henrique, Grão-Duque de Luxemburgo (n. 1955)
                      - Guilherme, Grão-Duque Herdeiro de Luxemburgo (n. 1981)
                        - Carlos de Luxemburgo (n. 2020)

              - Alice de Bourbon-Parma (1849–1935)
                - Alice de Bourbon-Parma (1849–1935)
                  - Luísa da Toscana (1870-1947)
                    - Jorge, Príncipe Herdeiro da Saxônia (1893-1943)
                    - Frederico Cristiano, Marquês de Meissen (1893-1968)
                    - Ana da Saxônia (1903–1976)

        - Vítor Emanuel I da Sardenha (1759-1824)
          - Maria Beatriz Vitória de Saboia (1792-1840)
            - Francisco V de Módena (1819-1875)
            - Fernando Carlos Vítor da Áustria-Este (1821-1849)
              - Maria Teresa da Áustria-Este (1849-1919)
                - Ruperto, Príncipe Herdeiro da Baviera (1869-1955)
                  - Alberto, duque da Baviera (1905-1996)
                    - Francisco, duque da Baviera (n. 1933)
                    - Max Emanuel da Baviera (n. 1937)
                      - Duquesa Sofia Isabel María Gabriela na Baviera (n. 1967)
                        - José de Liechtenstein (n. 1995)
                        - Maria-Carolina de Liechtenstein (n. 1996)
                        - Jorge de Liechtenstein (n. 1999)
                        - Nicolau Sebastião Alexandro María de Liechtenstein (n. 2000)

                - Francisco da Baviera (1875-1957)
                  - Luís da Baviera (1913-2008)

            - Maria Beatriz de Áustria-Este (1824-1906)
              - Carlos, Duque de Madrid (1848-1909)

          - Maria Teresa de Saboia (1803–1879)
            - Carlos III, Duque de Parma (1823–1854)
              - Roberto I, Duque de Parma (1848–1907)
                - Maria Luísa de Bourbon-Parma (1870-1889)
                  -  Bóris III da Bulgária (1894-1943)
                    -  Simeão II da Bulgária (n. 1937)

                - Xavier, Duque de Parma (1889-1977)
                  - Carlos Hugo de Bourbon-Parma (1930-2010)
                    - Carlos Xavier de Bourbon-Parma (n. 1970)
                    - Jaime, Conde de Bardi (n. 1972)

                  - Sixto Henrique de Bourbon-Parma (n. 1940)

                - Zita de Bourbon-Parma (1892-1989)
                  - Oto, Príncipe Herdeiro da Áustria (1912-2011)
                    - Carlos de Habsburgo-Lorena (n. 1961)
                      - Ferdinando de Habsburgo-Lorena (n. 1997)

                - Félix de Bourbon-Parma (1893–1970)
                  -  João, Grão-Duque de Luxemburgo (1921–2019)
                    -  Henrique, Grão-Duque de Luxemburgo (n. 1955)
                      - Guilherme, Grão-Duque Herdeiro de Luxemburgo (n. 1981)
                        - Carlos de Luxemburgo (n. 2020)

              - Alice de Bourbon-Parma (1849–1935)
                - Luísa da Toscana (1870-1947)
                  - Jorge, Príncipe Herdeiro da Saxônia (1893-1943)
                  - Frederico Cristiano, Marquês de Meissen (1893-1968)
                  - Ana da Saxônia (1903–1976)

          - Maria Cristina de Saboia (1812-1836)
            - Francisco II das Duas Sicílias (1836-1894)
              - Cristina das Duas Sicílias (1869-1870)

### Descendentes por Luís Augusto
- Luís XIV de França (1638-1715) e Francisca, Marquesa de Montespan (1640-1707)
  - Luís Augusto, Duque de Maine (1670-1736)
    - Luís Augusto, Príncipe de Dombes (1700-1755)
    - Luís Carlos, Conde d'Eu (1701-1755)
    - Carlos, Duque de Aumale (1704-1708)
    - Luísa Francisca de Bourbon (1707-1743)

### Descendentes por Luísa Francisca
- Luís XIV de França (1638-1715) e Francisca, Marquesa de Montespan (1640-1707)
  - Luísa Francisca, Mademoiselle de Nantes
    - Maria Gabriela, Abadessa de Saint-Antoines-des-Champs (1690-1760)
    - Luís IV Henrique de Bourbon-Condé (1692-1740),
    - Luísa Isabel, Princesa de Conti (1693-1775)
    - Luísa Ana, Mademoiselle de Charolais (1695-1768)
    - Maria Ana, Duquesa de Joyeuse (1697-1741)
    - Carlos, Conde de Charolais (1700-1760)
    - Henriqueta, Mademoiselle de Vermandois (1703-1772)
    - Isabel, Mademoiselle de Sens (1705-1765)
    - Luís, Conde Clermont (1709-1771)

## Descendentes reinantes atuais

### Espanha
Através das uniões matrimoniais sucessivas entre os descendentes de Luís, o Grande Delfim, Luís XIV tornou-se ancestral de grande parte dos monarcas europeus das gerações seguintes às suas. A monarquia francesa propriamente dita foi interrompida abruptamente pela Revolução Francesa com a execução de Luís XVI - tetraneto de Luís XIV - em 1793 e, portanto, seus descendentes por tal linhagem atualmente são Jean, Conde de Paris e Jean-Christophe Napoléon. Através de seu neto, Filipe V, Luís XIV é ancestral de todos os monarcas espanhóis da Casa de Bourbon-Anjou, chefiada presentemente por Filipe VI de Espanha. 
- Luís XIV de França (1638-1715) e Maria Teresa da Espanha (1638-1683)
  -  Luís, Grande Delfim de França (1661-1711)
    -  Filipe V de Espanha (1683-1746)
      -  Carlos III de Espanha (1716-1788)
        -  Carlos IV de Espanha (1748-1819)
          -  Fernando VII de Espanha (1784-1833)
            -  Isabel II de Espanha (1846-1904)
              -  Afonso XII de Espanha (1857-1885)
                -  Afonso XIII de Espanha (1886-1941)
                  -  João, Conde de Barcelona (1913-1993)
                    -  Juan Carlos de Espanha (1938-)
                      -  Filipe VI de Espanha (1968-)

| Descendente | Descendente              | Nascimento                                                           | Ascendência         | Casa real | Casamento e descendência         |
| ----------- | ------------------------ | -------------------------------------------------------------------- | ------------------- | --------- | -------------------------------- |
|             | Filipe VI Rei de Espanha | 30 de janeiro de 1968 Madridfilho de Juan Carlos I e Sofia da Grécia | Luís, Grande Delfim | Bourbon   | Letícia da Espanha 2004 2 filhos |

### Luxemburgo
- Luís XIV de França (1638-1715) e Maria Teresa da Espanha (1638-1683)
  -  Luís, Grande Delfim de França (1661-1711)
    -  Filipe V de Espanha (1683-1746)
      - Filipe, Duque de Parma (1720-1765)
        - Fernando, Duque de Parma (1751–1802)
          - Luís I da Etrúria (1773–1803)
            - Carlos II, Duque de Parma (1799–1883)
              - Carlos III, Duque de Parma (1823–1854)
                - Roberto I, Duque de Parma (1848–1907)
                  - Félix de Bourbon-Parma (1893–1970)
                    -  João, Grão-Duque de Luxemburgo (1921–2019)
                      -  Henrique, Grão-Duque de Luxemburgo (n. 1955)
                        - Guilherme, Grão-Duque Herdeiro de Luxemburgo (n. 1981)
                          - Carlos de Luxemburgo (n. 2020)